# Intel 80486DX2

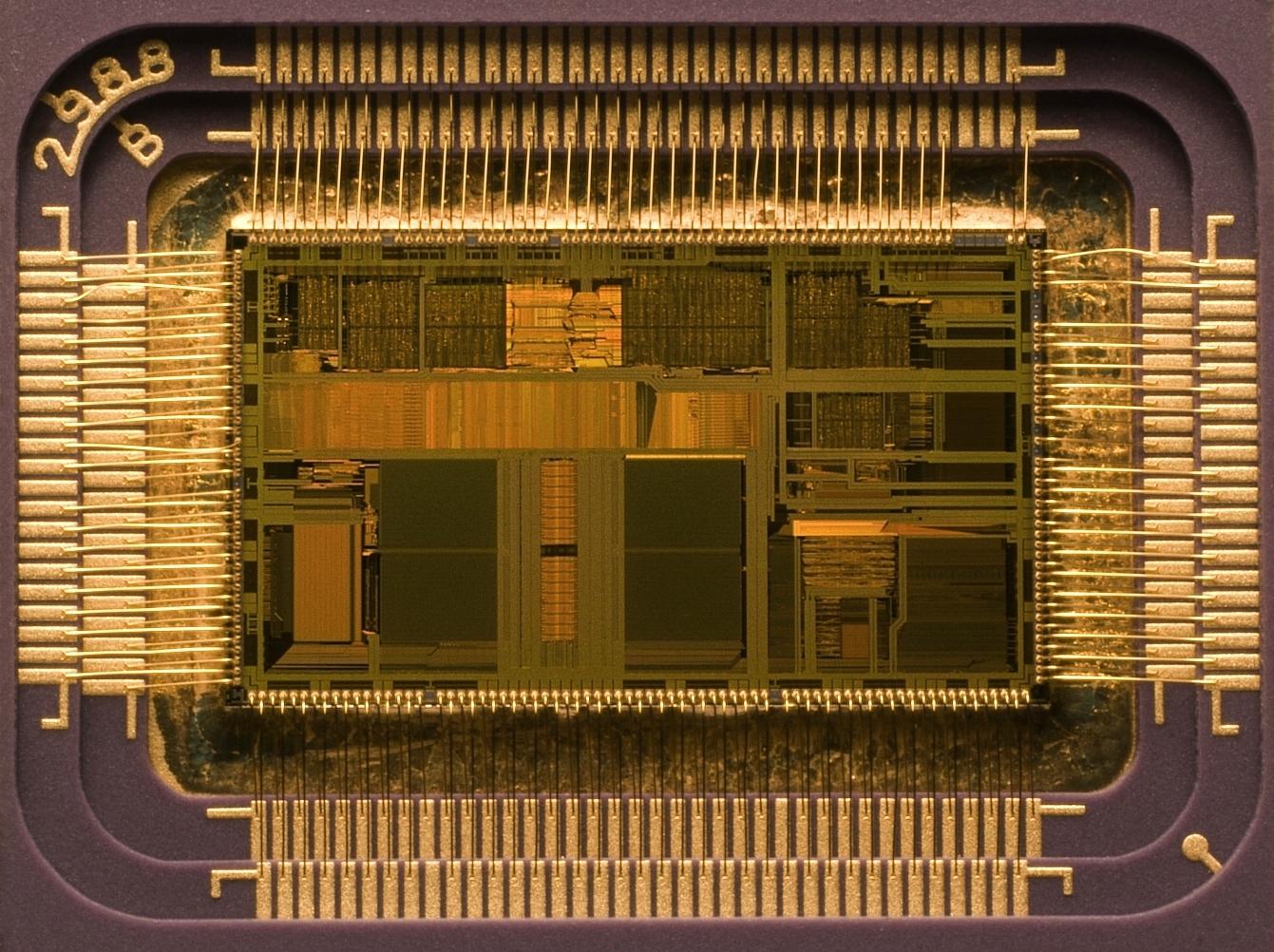
i486DX2 CPU

Intel i486DX2, tin đồn như 80486DX2 (sau mua IntelDX2) là một CPU sản xuất bởi Intel được giới thiệu trong năm 1992. Các i486DX2 đã gần giống với i486DX, nhưng nó đã có thêm đồng hồ nhân mạch. Đây là lần đầu tiên con chip để sử dụng đồng hồ tăng gấp đôi, nhờ đó mà xử lý chạy hai logic nội bộ đồng hồ chu kỳ mỗi bên ngoài, xe buýt, chu kỳ. Một i486 DX2 là do đó đáng kể nhanh hơn một i486 HAM xuống bus cùng tốc độ nhờ 8K trên con chíp bộ nhớ đệm bóng chậm hơn tốc độ bên ngoài bus.
Cho nhiều người chơi video game trong đầu và giữa năm 1990, về phía cuối của DOS, chơi game thời đại i486DX2-66 là một người rất phổ biến bộ vi xử lý. Thường được kết hợp với 8 - 16 MB RAM và một VLB video thẻ mạng di đã có khả năng chơi mỗi tiêu đề có sẵn trong vài năm sau khi nó được phát hành, làm cho nó là "ngọt" trong hiệu suất, và tuổi thọ. Sự ra đời của 3D viết cuối 486 trị vì bởi vì sử dụng điểm nổi tính toán và sự cần thiết phải nhanh hơn nhớ tạm và nhiều hơn nữa nhớ băng thông. Phát triển bắt đầu nhắm mục tiêu P5 Pentium xử lý gia đình hầu như chỉ với x 86 ngôn ngữ hội tối ưu đó dẫn đến việc sử dụng các điều khoản như Pentium tương thích bộ vi xử lý cho phần mềm yêu cầu. Một i486DX2-50 phiên bản cũng đã có sẵn, nhưng vì bus tốc độ là 25 MHz chứ không phải 33 MHz, đây là một ít hơn đáng kể phổ biến bộ vi xử lý.

Có hai phiên bản chính của DX2 - xác Định bởi P24 và P24D, sau này có một nhanh hơn L1 nhớ tạm chế độ gọi là "viết-trở lại", rằng cải thiện hiệu suất. Ban đầu P24 phiên bản cung cấp chỉ chậm hơn "viết-qua" nhớ tạm chế độ. AMD và Cyrix cả sản xuất một đối thủ cạnh tranh cho các Intel i486DX2.

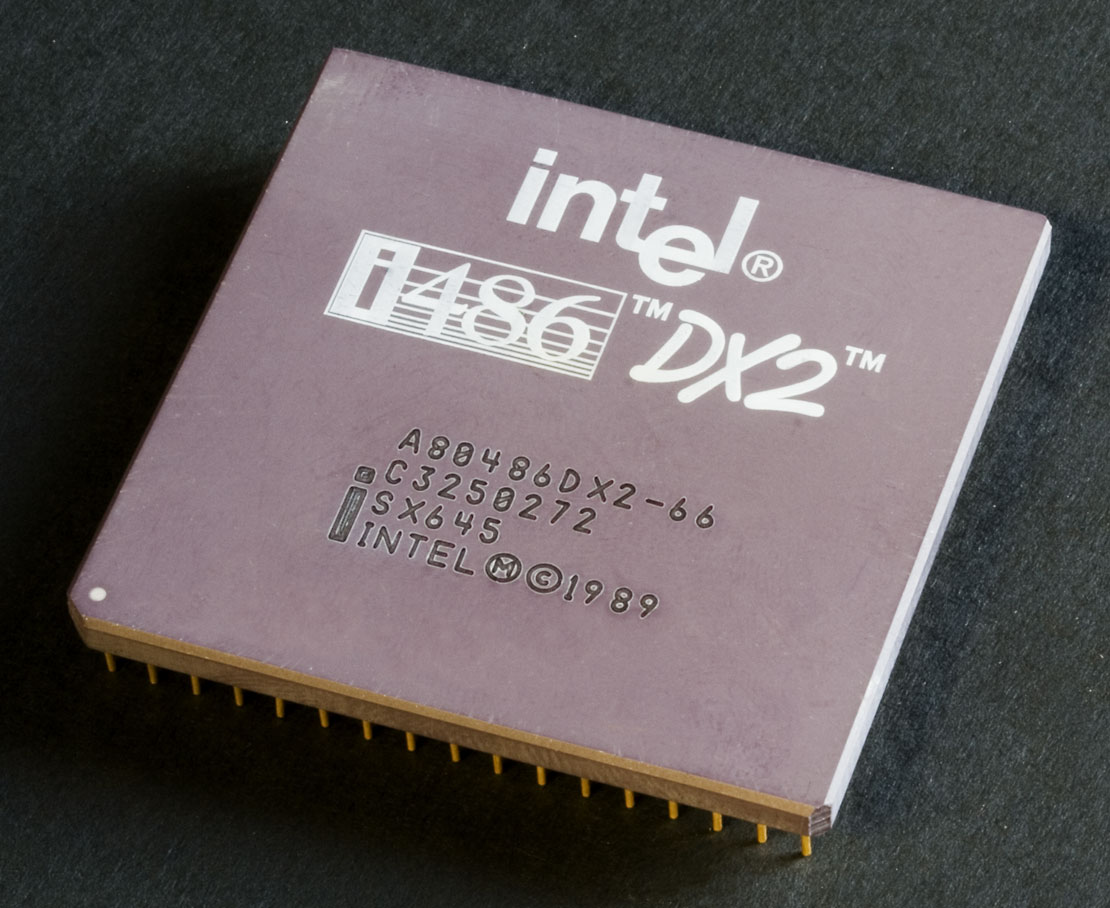
Một Intel i486DX2-66 bộ Vi xử lý đầu xem.
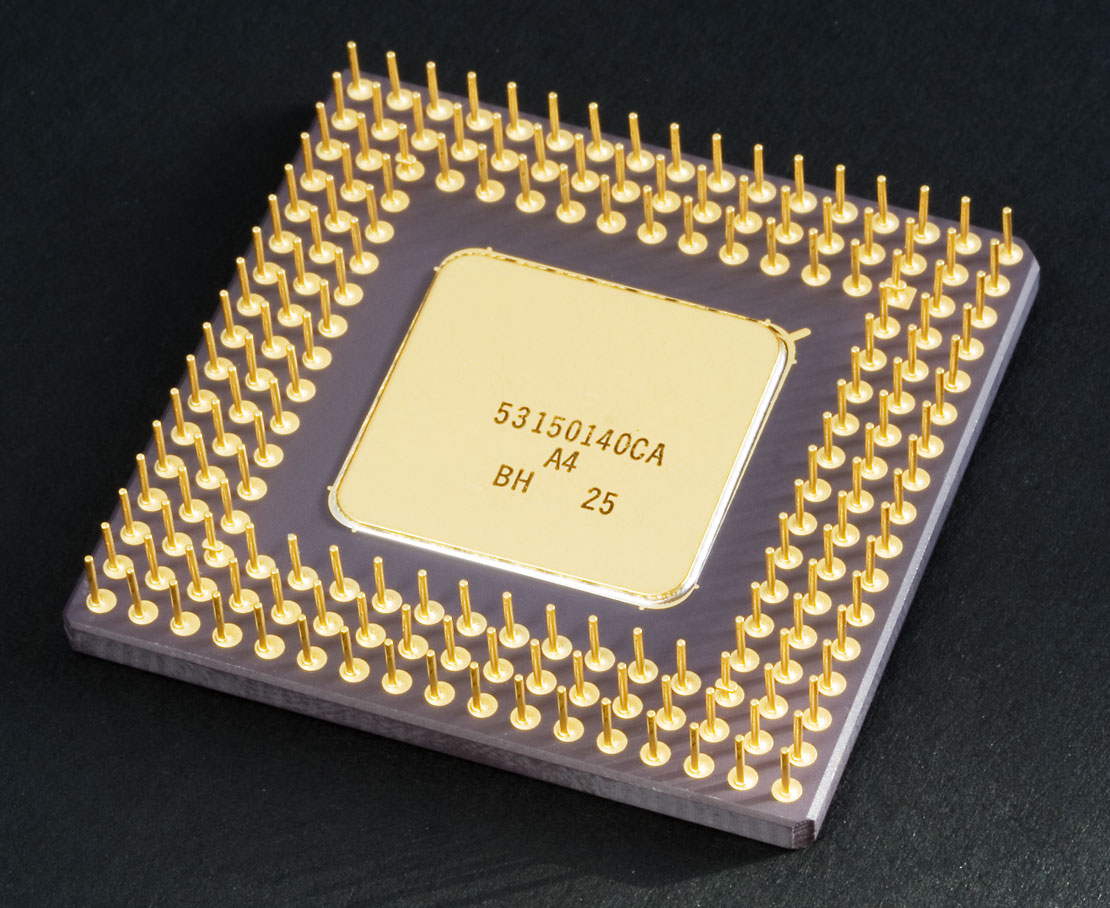
Phía dưới xem với mạ vàng chân có thể nhìn thấy.
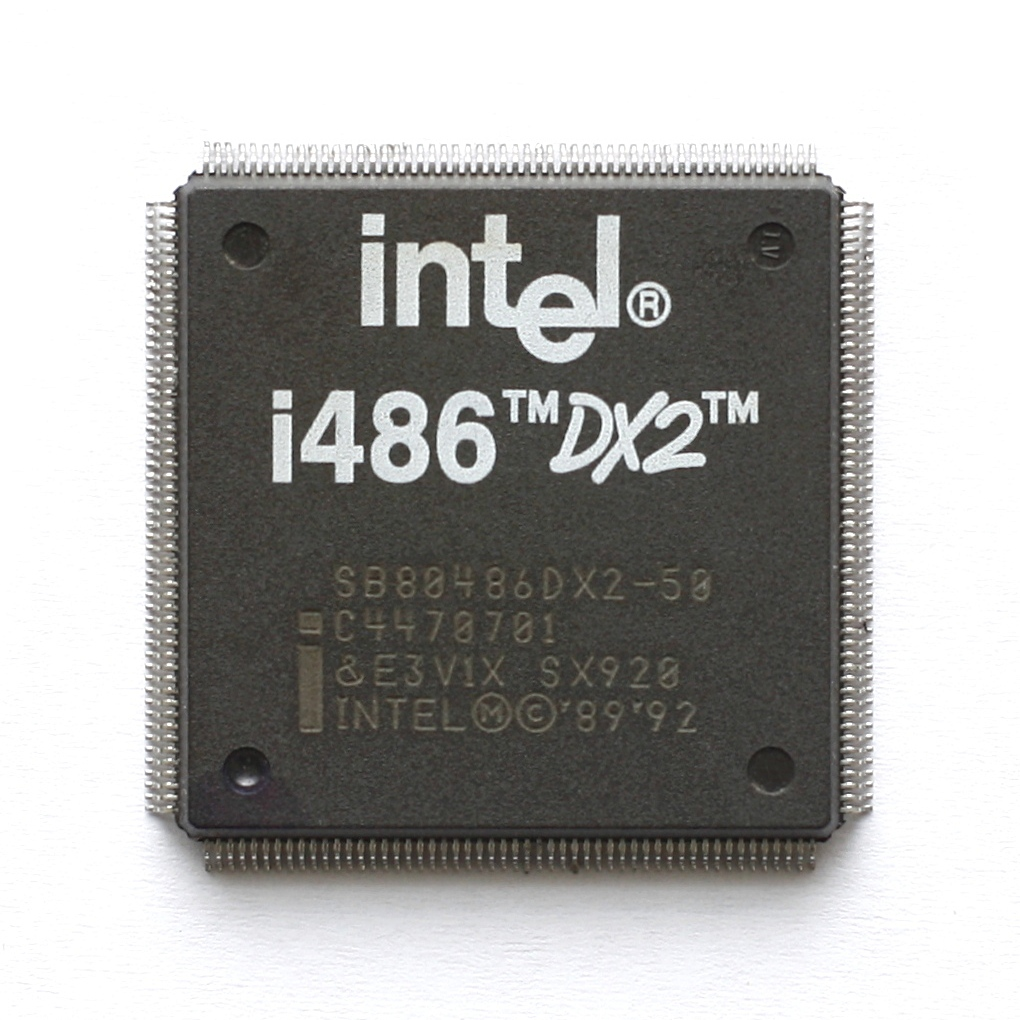
Nhúng i486DX2 (SL tăng cường, SQFP phiên bản).

## Đường dẫn
Intel Catalogue
- Nhúng i486DX2